# 상주 견훤사당
상주 견훤사당(尙州 甄萱祠堂)은 대한민국 경상북도 상주시 화서면 하송리에 있는 사당이다. 2013년 3월 18일 경상북도의 민속문화재 제157호로 지정되었다.

## 개요
견훤사당은 간소한 건물이지만, 청계마을의 민속인 동제의 제장으로서 늦어도 19세기 전반에는 창건된 사당이다. 유형 무형의 민속신앙인 동제가 지금까지 유지되고 있는 민속신앙의 구심점이라고 할 수 있다. 더구나 비록 변화를 겪긴 했지만, 인근에 전승되는 견훤관련 설화와 결합되어 후백제대왕의 신위를 모시고 제사를 지내는 것은 매우 드문 현상이다. 작은 건물로 매우 간결한 구조로 구성되어 있어서 건축 구성상의 특이점을 찾기는 쉽지 않다. 그러나 사당으로 서는 드물게 건립연대가 분명하고 건립 초기의 구성이 현재까지 잘 유지되는 것으로 추정되는 점 등을 고려하면 나름의 의의는 찾을 수 있을 것이다. 또 견훤사당은 후백제 견훤 왕과 그의 제례에 관련되어 있는 만큼 문화재적 가치가 있다.

## 같이 보기
- 견훤

## 참고 자료
- 상주 견훤사당 - 국가유산청 국가유산포털